# Fissidens hirsutus
Fissidens hirsutus là một loài Rêu trong họ Fissidentaceae. Loài này được Bizot ex Pócs mô tả khoa học đầu tiên năm 1976.